# The Band (álbum)
The Band é o segundo álbum de estúdio do grupo homônimo. Lançado em 1969, é considerado um dos trabalhos mais significativos da carreira do conjunto, trazendo algumas de suas canções de maior sucesso, como "The Night They Drove Old Dixie Down" e "Up on Cripple Creek". 
De sua aparência deliberadamente rústica na capa às canções e arranjos singelos, The Band apresentou um forte contraste à música popular da época. O álbum trouxe canções que evocavam os Estados Unidos rural dos velhos tempos, da Guerra de Secessão ("The Night They Drove Old Dixie Down") à sindicalização dos empregados de fazendas ("King Harvest (Has Surely Come)"). 
Triunfo de público e de crítica, a gravação exerceu forte impacto em músicos contemporâneos como Eric Clapton e George Harrison, que citaram o The Band como uma influência definitiva em sua direção musical no final da década de 1960 e começo de 1970. Juntamente com os trabalhos do The Byrds e do The Flying Burrito Brothers, este álbum estabeleceu um padrão musical (ocasionalmente definido como country rock) que mais tarde seria elevado a um nível expressivo de sucesso comercial por artistas como o Eagles.
Devido à cor marrom da capa, é chamado de The Brown Album, inspirado no White Album do The Beatles.

## Antecedentes
Na segunda metade dos anos 60, durante sua estadia na vila de Woodstock a convite de Bob Dylan, os músicos do The Band acostumaram-se à técnica de trabalhar em conjunto e de maneira informal novas composições, ensaiando em total isolamento e alheios a influências exteriores no porão de uma casa apelidada de "Big Pink". Seu álbum de estréia, Music from Big Pink, foi desenvolvido desta forma, apesar de as gravações acabarem sendo finalizadas de forma convencional em um estúdio de Nova York.
Aclamado pela crítica mas sucesso moderado de vendas, o álbum rendeu diversos convites para apresentações da banda que, reclusa em Woodstock, recusara-se até então a tomar parte em uma campanha de divulgação de Big Pink. Prováveis planos de aparições ao vivo sob a responsabilidade de Bill Graham, no entanto, tiveram de ser abandonados quando o baixista Rick Danko sofreu um acidente automobilístico no final de 1968 e quebrou o pescoço. Após sua recuperação, o grupo, já enraizado em Woodstock, decidiu mudar de ares e dar continuidade ao desenvolvimento de seu novo trabalho em um ambiente que fosse ao mesmo tempo afastado das distrações do lar e similar à atmosfera dos ensaios na "Big Pink".

## Gravação

### Mudança para a Califórnia e início dos trabalhos
Em março de 1969, a banda contratou o produtor John Simon e alugou a mansão de Sammy Davis Jr. em Hollywood Hills, Los Angeles, Califórnia. Uma grande construção próxima à piscina serviria como estúdio: a chaminé e a lareira foram tapadas, e carpinteiros mandados pela Capitol Records selaram as janelas. Os equipamentos de gravação, entretanto, demoraram mais de um mês para serem entregues, o que representou um atraso substancial na já apertada agenda de oito semanas de trabalho.
Quando os equipamentos finalmente chegaram, foram instalados pelos músicos e pelo produtor na casa da piscina, que a esta altura já contava com um sistema sonoro caseiro. Garth Hudson terminara de conectar os amplificadores de madrugada, colocando um álbum de Dr. John para testar se tudo estava funcionando de acordo. Acontece que os cabos haviam sido ligados ao sistema sonoro da piscina, fazendo com que a música ecoasse à todo volume em Hollywood Hills e despertasse a abastada vizinhança que, naturalmente incomodada, chamou a polícia.
Com o estúdio pronto e os mal-entendidos enfim resolvidos, os músicos puderam dar início então ao sistema de workshop que marcou seus primeiros anos em Woodstock, desenvolvendo sem preocupação suas idéias e composições enquanto personalizavam e ajustavam os instrumentos para que conseguissem tirar deles o som da maneira mais específica que desejassem.
Durante março e princípio de abril a rotina de trabalho no estúdio era tipicamente dividida em três partes: a segunda era dedicada ao ajuste dos instrumentos; a terceira, a ensaiar o formato da canção; e na manhã seguinte a primeira parte era destinada à gravação da composição praticada no dia anterior. A maioria das canções para o novo álbum, como "Across the Great Divide", "Rag Mama Rag", "The Night They Drove Old Dixie Down" e "When You Awake", foram registradas desta forma.
Na época o The Band permanecia decidido a não fazer shows ou turnês e concentrar-se apenas em trabalhar no estúdio. Mas a pressão para que tocassem ao vivo continuava, e a insistência de Bill Graham, com suas ofertas financeiras cada vez mais significativas, finalmente convenceu Robbie Robertson a concordar com o agendamento de uma série de apresentações nas casas de shows de Graham em São Francisco e Nova York.

### The Band faz sua estréia ao vivo
A gravação do álbum foi interrompida e os músicos seguiram para São Francisco em 15 de abril de 1969. A venda de ingressos provou-se um sucesso, e após três anos longe dos palcos estavam todos extremamente ansiosos para sua primeira apresentação ao vivo como The Band. Robertson, contudo, desembarcou do avião seriamente doente; a situação piorou no dia seguinte, e Bill Graham decidiu cancelar o primeiro concerto, sendo impedido por Albert Grossman, empresário da banda. A data foi mantida, e o grupo realizou os ensaios sem seu guitarrista. Enquanto isso, o problema de Robertson foi diagnosticado como exaustão nervosa, com o médico sugerindo um tratamento alternativo à base de hipnose.
No dia do show, 17 de abril, Robertson continuava de cama; de acordo com o hipnotista, ele estaria sofrendo de um grave ataque de medo de palco. Apesar disso, o The Band segue para o Winterland e, após um atraso de quase duas horas, sobe ao palco com o hipnotista que, sentado em uma cadeira, gesticulava as mãos mandando "vibrações" para o guitarrista. Meia hora depois o show é interrompido e, para a decepção da platéia, finalmente encerrado devido à situação de Robertson. A apresentação do dia seguinte decorreu de forma mais satisfatória, e dias depois o conjunto estava no Fillmore East para quatro concertos seguidos, todos com ingressos esgotados.

### Término das gravações e novos concertos
Naquela mesma primavera o The Band voltou ao estúdio para finalizar a produção de seu novo álbum. Alocados agora no Hit Factory em Nova York, os músicos registraram as canções "Whispering Pines", "Jemina Surrender", "Get Up Jake" e "Up on Cripple Creek". Esta última já havia sido gravada duas ou três vezes na Califórnia com resultados insatisfatórios, ganhando desta vez o formato pela qual tornou-se conhecida ao ser lançada meses depois como o primeiro single do álbum.
Enquanto a pós-produção estava em andamento o grupo permanecia isolado, sem conceder entrevistas ou realizar divulgações de qualquer espécie. Nesta época eles foram tema de uma reportagem da revista Life, que descreveu-os como ermitões entoando nas montanhas a música de raiz americana. Esta imagem acabou permanecendo por um tempo, e foi sob essa aura de mistério que, no último semestre de 1969, o The Band tocou nos dois maiores festivais dos anos 60: Woodstock e Isle of Wight, neste último dividindo o palco com Bob Dylan.

### Temática e estilo musical
"Ouvir o segundo álbum do The Band evoca imagens de menestreis em um barco no Mississipi, bandas hillbilly clandestinas e o blues dos campos de algodão."

— Michael Bennet, crítico do jornal The Phoenix
No final todas as composições acabaram creditadas à Robbie Robertson, com algumas delas constando como escritas em parceria com Levon Helm e Richard Manuel. Apesar de canadense, Robertson fixou-se em uma série de arquétipos estadunidenses, como o marinheiro aposentado de "Rockin' Chair", o sindicalista de "King Harvest (Has Surely Come)" e a testemunha da Guerra da Secessão em "The Night They Drove Old Dixie Down".
Misturando rock, R&B e country, cada canção foi trabalhada de forma que sua sonoridade se distinguisse das demais. Isto foi facilitado pelo fato de todos os integrantes serem multiinstrumentistas; em "Rag Mama Rag", por exemplo, o baterista Levon Helm canta e toca bandolim, enquanto o pianista Richard Manuel toca bateria, o baixista Rick Danko o fiddle e o produtor John Simon a tuba.

## Lançamento

### Recepção da crítica
| Críticas profissionais | Críticas profissionais |
| Avaliações da crítica  | Avaliações da crítica  |
| Fonte                  | Avaliação              |
| ---------------------- | ---------------------- |
| allmusic               | 5 de 5 estrelas.       |
| Rolling Stone          | 5 de 5 estrelas.       |

Lançado em 22 de setembro de 1969, The Band foi imediatamente aclamado pela crítica, com o The New York Times definindo-o como "uma obra-prima (...) uma pedra preciosa perfeitamente esculpida que, a cada vez que você a gira, revela algo diferente". Tal opinião foi compartilhada por Johanna Schier do periódico Village Voice, que afirmou: "Você pode morar com esta gravação, respirá-la como o próprio ar, comê-la no café da manhã, sapatear com ela o dia inteiro e jamais se cansar. Depois de ouvi-la mais de cem vezes, ainda descubro algo novo após cada audição".
Em 2001, "The Night They Drove Old Dixie Down", foi considerada pela Rolling Stone a 245ª melhor canção de todos os tempos. Em 2003, a mesma publicação posicionou The Band na 45ª colocação de sua lista de 500 melhores álbuns de todos os tempos. A obra foi listada também na 76ª colocação entre os maiores álbuns de todos os tempos da revista Q, e incluída na relação de 100 melhores álbuns da Time, em 2006.

### Vendas e desempenho nas paradas
The Band chegou à 9ª colocação das paradas de álbuns pop da Billboard, voltando a ser listado pela revista em 2000 na 10ª colocação entre os álbuns mais vendidos pela internet. Os singles "Rag Mama Rag" e "Up on Cripple Creek" alcançaram a 57ª e 25ª posição respectivamente nas paradas de singles pop.

### Reedições
A gravação foi tema de um programa da série Classic Albums, exibido pelo canal VH1 em 1997, mesmo ano em que a EMI lançou o álbum em uma edição especial em vinil como parte da série Centenary. Em maio de 1998, a Rhino lançou uma caixa contendo o documentário Classic Albums mais o CD The Band. Nesta mesma época o álbum saiu no Japão em edição limitada e remasterizada.
Já em agosto de 2000, a Capitol Records lançou para os mercados internacionais uma nova versão remasterizada, produzida desta vez a partir das fitas originais e trazendo sete faixas bônus, juntamente com um novo encarte escrito por Rob Bowman.
Uma edição limitada em CD com a capa imitando o formato da embalagem do vinil foi lançado no Reino Unido pela Caroline Records em 2008, mesmo ano em que a Capitol relançou o disco em vinil de 180 gramas. Em 2009, a Audio Fidelity produziu um CD 24K Gold, supostamente a partir da fitas master originais, com "Get Up Jake" constando como faixa bônus.

## Faixas
| N.º | Título                                            | Duração |  |
| 1.  | "Across the Great Divide" (Robertson)             | 2:53    |  |
| 2.  | "Rag Mama Rag" (Robertson)                        | 3:04    |  |
| 3.  | "The Night They Drove Old Dixie Down" (Robertson) | 3:33    |  |
| 4.  | "When You Awake" (Manuel, Robertson)              | 3:13    |  |
| 5.  | "Up on Cripple Creek" (Robertson)                 | 4:33    |  |
| 6.  | "Whispering Pines" (Manuel, Robertson)            | 4:06    |  |
| 7.  | "Jemima Surrender" (Helm, Robertson)              | 3:31    |  |
| 8.  | "Rockin' Chair" (Robertson)                       | 3:42    |  |
| 9.  | "Look Out Cleveland" (Robertson)                  | 3:09    |  |
| 10. | "Jawbone" (Manuel, Robertson)                     | 4:20    |  |
| 11. | "The Unfaithful Servant" (Robertson)              | 4:16    |  |
| 12. | "King Harvest (Has Surely Come)" (Robertson)      | 3:46    |  |

### Bônus
Faixas bônus do relançamento em CD em 2000 pela Capitol Records:
| N.º | Título                                                               | Duração |  |
| 1.  | "Get Up Jake (outtake - stereo mix)" (Robertson)                     | 2:16    |  |
| 2.  | "Rag Mama Rag (alternate vocal take - rough mix)" (Robertson)        | 3:05    |  |
| 3.  | "The Night They Drove Old Dixie Down (alternate mix)" (Robertson)    | 4:16    |  |
| 4.  | "Up on Cripple Creek (alternate take)" (Robertson)                   | 4:54    |  |
| 5.  | "Whispering Pines (alternate take)" (Manuel, Robertson)              | 5:06    |  |
| 6.  | "Jemima Surrender (alternate take)" (Helm, Robertson)                | 3:48    |  |
| 7.  | "King Harvest (Has Surely Come) (alternate arrangement)" (Robertson) | 4:29    |  |

## Créditos
- Rick Danko – baixo, fiddle, trombone, vocais
- Levon Helm – bateria, bandolim, guitarra rítmica, vocais
- Garth Hudson – órgão, piano, clavinete, acordeão, saxofone tenor e barítono
- Richard Manuel – piano, saxofone barítono, gaita, bateria, vocais
- Robbie Robertson – guitarra, engenheiro-de-som
- John Simon – produção, tuba, piano elétrico, trompete barítono, saxofone tenor, engenheiro-de-som
- Tony May – engenheiro-de-som
- Joe Zagarino – engenheiro-de-som
- Elliott Landy – fotografia